# Erigeron pulchellus
Erigeron pulchellus là một loài thực vật có hoa trong họ Cúc. Loài này được Michx. mô tả khoa học đầu tiên năm 1803.